# Mogens Ballin
Mogens Ballin (n. 20 martie 1871, Copenhaga, Danemarca – d. 27 ianuarie 1914, Hellerup⁠(d), amtul Copenhaga⁠(d), Danemarca) a fost un artist danez, făcând parte dintr-un grup de pictori care s-au adunat în satul breton Pont-Aven. Mai târziu a devenit un argintar remarcabil, proiectând bijuterii și lămpi.

## Biografie
Ballin provenea dintr-o familie de evrei înstăriți din Copenhaga. O importanță deosebită pentru viitorul său au avut-o lecțiile de franceză pe care le-a luat cu soția lui Paul Gauguin, Mette, la Frederiksberg. Datorită operelor lui Gauguin pe care le-a văzut în apartamentul ei, a reușit să urmărească cele mai importante tendințe ale artei impresioniste franceze. În 1889, a plecat la Paris, unde i-a cunoscut pe Gauguin și prietenii săi, care împreună au alcătuit grupul de artiști Nabis.

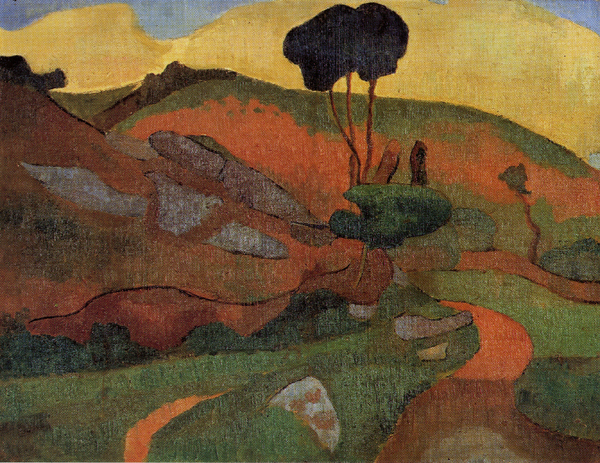
Peisaj (c. 1892)

În martie 1891, cu ocazia unei festivități în cinstea lui Gauguin, l-a întâlnit pe pictorul neerlandez Jan Verkade, care a avut o influență marcantă asupra evoluției carierei sale. Cei doi tineri artiști au hotărât să plece împreună în Bretania, cazând la Pensiunea Gloanec din Pont-Aven. Mai târziu s-au alăturat lui Paul Sérusier în Huelgoat unde au intrat în contact cu Georges Rasetti (1889–1957). Au mers, de asemenea, la Le Pouldu, unde au finalizat o serie de peisaje sintetiste sub conducerea lui Sérusier. Împreună cu Maxime Maufra⁠(d) și Charles Filiger, ei sperau să se lanseze într-o nouă formă de artă. Deși nu au reușit niciodată să o realizeze, se pare că a fost o primă încercare de pictură abstractă.
În mai 1892, Ballin a mers la Saint-Nolff cu Verkade, realizând o serie de peisaje mici și multe desene. Mai târziu în acel an, a călătorit în Italia, unde a devenit romano-catolic, fiind botezat la Fiesole, lângă Florența, în ianuarie 1893. S-a întors apoi la Copenhaga unde a susținut idealurile religioase, contribuind la periodicul Taarnet⁠(d). Împreună cu Verkade, l-a ajutat pe Johannes Jørgensen să-și descopere potențialul.
În 1899, a deschis un atelier de prelucrare a metalelor împreună cu Siegfried Wagner, inspirându-se de la Willumsen⁠(d) și contribuind la versiunea daneză a Jugentstil, în special lucrând cu tablă și argint și producând lămpi și bijuterii. Eforturile sale au fost o sursă de inspirație pentru Georg Jensen⁠(d) și Just Andersen (1884–1943).

## Stilul de pictură
Deși Ballin nu a produs multe picturi, opera sa a jucat în mod clar un rol în dezvoltarea tendințelor artiștilor Nabis prin utilizarea culorilor pure, a tonurilor de fundal albastru, a perspectivei false și a orizonturilor înalte din peisajele sale. Portretele sale, influențate de Charles Filiger, arată aspirațiile sale religioase și misticismul latent. Au aspectul unor icoane bizantine moderne. În cuvintele lui Paul Sérusier, „Ballin are o abordare ciudată și serioasă, bogată și fantezistă”.